# Décès en juin 1886
Décès
- 1882
- 1883
- 1884
- 1885
- 1886
- 1887
- 1888
- 1889
- 1890

Pour une information complémentaire, voir la page d'aide.

| Date     | Nom                                        | Pays                         | Activités                                      | Âge      | Source |
| -------- | ------------------------------------------ | ---------------------------- | ---------------------------------------------- | -------- | ------ |
| 1er juin | Henri Louis Duret                          | Drapeau de la France         | Polytechnicien et ingénieur civil français.    | 36       |        |
| 3 juin   | Ernest David                               | Drapeau de la France         | Musicologue français.                          | 61       |        |
| 3 juin   | Achille Kiwanuka                           | Drapeau du Royaume-Uni       | Martyr et saint ougandais.                     | 16/17    |        |
| 3 juin   | Kizito                                     | Drapeau du Royaume-Uni       | Martyr et saint ougandais.                     | 13/14    |        |
| 3 juin   | Adolphe Ludigo Mkasa                       | Drapeau du Royaume-Uni       | Martyr ougandais.                              | 24/25    |        |
| 3 juin   | Charles Lwanga                             | Drapeau du Royaume-Uni       | Martyr et saint ougandais.                     | 20/21    |        |
| 4 juin   | Jacques Adert                              | Drapeau de la France         | Helléniste et journaliste français.            | 69       |        |
| 4 juin   | Emmanuel Brune                             | Drapeau de la France         | Architecte français.                           | 49       |        |
| 5 juin   | Llewellyn Jewitt                           | Drapeau du Royaume-Uni       | Illustrateur et graveur britannique.           | 69       |        |
| 5 juin   | Antonio Varas                              | Drapeau du Chili             | Homme politique chilien.                       | 68       |        |
| 6 juin   | Jules Devaux                               | Drapeau de l'Allemagne       | Peintre allemand.                              | 56       |        |
| 6 juin   | Charles Léon Ernest Le Clerc de Juigné     | Drapeau de la France         | Homme politique français.                      | 61       |        |
| 7 juin   | Jules Devaux                               | Drapeau de la Belgique       | Diplomate belge.                               | 58       |        |
| 7 juin   | Giuseppe Finzi                             | Drapeau de l'Italie          | Homme politique italien.                       | 71       |        |
| 7 juin   | Richard March Hoe                          | Drapeau des États-Unis       | Inventeur américain.                           | 73       |        |
| 7 juin   | Benjamin Lipman                            | Drapeau de la France         | Rabbin français.                               | 66       |        |
| 7 juin   | Paul Augustin Serval                       | Drapeau de la France         | Explorateur français.                          | 53       |        |
| 8 juin   | Louis Dein                                 | Drapeau de la France         | Homme politique français.                      | 67       |        |
| 8 juin   | Louis de Bourbon-Siciles                   | Drapeau de l'Italie          | Prince des Deux-Siciles.                       | 47       |        |
| 8 juin   | Constantin Mils                            | Drapeau de la France         | Peintre français.                              | 69       |        |
| 9 juin   | Erminnie A. Smith                          | Drapeau des États-Unis       | Géologue et anthropologue américaine.          | 59/60    |        |
| 10 juin  | Joseph Pourcet                             | Drapeau de la France         | Général et homme politique français.           | 73       |        |
| 10 juin  | Florencio Rodríguez Vaamonde               | Drapeau de l'Espagne         | Homme politique espagnol.                      | 79       |        |
| 11 juin  | Paul Boiteau                               | Drapeau de la France         | Économiste et écrivain français.               | 55       |        |
| 11 juin  | Léon Cabanes                               | Drapeau de la France         | Homme politique français.                      | 46       |        |
| 11 juin  | Thomas Francis Hendricken                  | Drapeau des États-Unis       | Évêque américain.                              | 59       |        |
| 11 juin  | Alexandre de Lavrignais                    | Drapeau de la France         | Homme politique français.                      | 80       |        |
| 12 juin  | Georges Ferdinand de Condé                 | Drapeau de la France         | Homme politique français.                      | 75       |        |
| 12 juin  | Léon Laurent-Pichat                        | Drapeau de la France         | Homme de lettres et homme politique français.  | 62       |        |
| 13 juin  | Bernhard von Gudden                        | Drapeau de l'Allemagne       | Psychiatre allemand.                           | 62       |        |
| 13 juin  | Louis II                                   | Drapeau de l'Allemagne       | Roi de Bavière.                                | 40       |        |
| 13 juin  | Johannes Neumann                           | Drapeau de l'Allemagne       | Homme politique allemand.                      | 69       |        |
| 14 juin  | Jules Hoüel                                | Drapeau de la France         | Mathématicien français.                        | 63       |        |
| 14 juin  | Jacob Wrey Mould                           | Drapeau des États-Unis       | Architecte américain.                          | 60       |        |
| 14 juin  | Alexandre Ostrovski                        | Drapeau de l'Empire russe    | Dramaturge russe.                              | 63       |        |
| 15 juin  | Louis Marie Palazzolo                      | Drapeau de l'Italie          | Prêtre catholique italien.                     | 58       |        |
| 15 juin  | Charles-Joseph Pariset                     | Drapeau de la France         | Notaire français.                              | 79       |        |
| 15 juin  | Louis Simonin                              | Drapeau de la France         | Ingénieur et explorateur français.             | 55       |        |
| 16 juin  | Édouard Cunitz                             | Drapeau de la France         | Théologien français.                           | 73       |        |
| 16 juin  | Peter Joseph Elvenich                      | Drapeau de l'Allemagne       | Théologien allemand.                           | 90       |        |
| 16 juin  | Alexander Stuart                           | Drapeau du Royaume-Uni       | Homme politique britannique.                   | 62       |        |
| 18 juin  | Charles James Fox Bunbury                  | Drapeau du Royaume-Uni       | Naturaliste britannique.                       | 77       |        |
| 18 juin  | Félix Imbaud de La Rivoire de La Tourrette | Drapeau de la France         | Homme politique français.                      | 74       |        |
| 19 juin  | Hobart Pacha                               | Drapeau du Royaume-Uni       | Officier de marine britannique.                | 64       |        |
| 19 juin  | Charles Trevelyan                          | Drapeau du Royaume-Uni       | Administrateur colonial britannique.           | 79       |        |
| 20 juin  | Jules-Denis Le Hardy du Marais             | Drapeau de la France         | Évêque catholique français.                    | 53       |        |
| 20 juin  | César Poulain                              | Drapeau de la France         | Industriel et homme politique français.        | 63       |        |
| 21 juin  | Hugh Welch Diamond                         | Drapeau du Royaume-Uni       | Psychiatre et photographe britannique.         | 75/76/77 |        |
| 21 juin  | Daniel Dunglas Home                        | Drapeau de l'Écosse          | Médium écossais.                               | 53       |        |
| 22 juin  | Henry Fletcher Hance                       | Drapeau du Royaume-Uni       | Botaniste britannique.                         | 58       |        |
| 23 juin  | Pierre Cottin                              | Drapeau de la France         | Graveur et peintre français.                   | 63       |        |
| 24 juin  | Paul Louis Séraphin Jenoudet               | Drapeau de la France         | Peintre français.                              | 33       |        |
| 24 juin  | William King                               | Drapeau du Royaume-Uni       | Géologue britannique.                          | 77       |        |
| 25 juin  | Auguste Achintre                           | Drapeau du Canada            | Journaliste et essayiste canadien.             | 52       |        |
| 25 juin  | Jean-Louis Beaudry                         | Drapeau du Canada            | Homme politique canadien.                      | 77       |        |
| 25 juin  | Eugène Dutuit                              | Drapeau de la France         | Historien de l'art et collectionneur français. | 79       |        |
| 25 juin  | Marius Moustier                            | Drapeau de la France         | Explorateur français.                          | 34       |        |
| 25 juin  | Pascal Sébah                               | Drapeau de l'Empire ottoman  | Photographe ottoman.                           | 62/63    |        |
| 25 juin  | Friedrich Voltz                            | Drapeau de l'Allemagne       | Peintre allemand.                              | 68       |        |
| 26 juin  | David Davis                                | Drapeau des États-Unis       | Homme politique américain.                     | 71       |        |
| 28 juin  | Bonaventure Vigo                           | Drapeau de la France         | Homme politique français.                      | 59/60    |        |
| 29 juin  | Louis Brébant                              | Drapeau de la France         | Médecin français.                              | 59       |        |
| 29 juin  | Louis Eugène Gaultier de La Richerie       | Drapeau de la France         | Administrateur colonial français.              | 66       |        |
| 29 juin  | Adolphe Monticelli                         | Drapeau de la France         | Peintre français.                              | 61       |        |
| 30 juin  | William Worthington Jordaan                | Drapeau de la Colonie du Cap | Explorateur de la colonie du Cap.              | 36/37    |        |